# Premio Higashikawa
El Premio Higashikawa (東川賞 Higashikawa-shõ?) es una distinción japonesa otorgada por el club "Phototown" de Higashikawa en la isla de Hokkaidō desde 1985 a trabajos relevantes sobre fotografía. 
El premio se da en cuatro modalidades: fotógrafo extranjero y japonés, que están dotados de 500.000 yenes y fotógrafo promesa y premio especial con 300.000 yenes.

## Premiados
| Núm. | Año  | Fotógrafo extranjero    | Fotógrafo japonés          | Fotógrafo promesa | Premio especial     |
| ---- | ---- | ----------------------- | -------------------------- | ----------------- | ------------------- |
| 1    | 1985 | Joel Sternfeld          | Issei Suda, Keiichi Tahara | no atribuido      | Yoshihiko Shiga     |
| 2    | 1986 | Lucien Clergue          | Shinoyama Kishin           | Takanobu Hayashi  | Tetsuya Sekiguchi   |
| 3    | 1987 | Joel Meyerowitz         | Ikkō Narahara              | Michiko Kon       | Kōji Kanbe          |
| 4    | 1988 | Lewis Baltz             | Shōji Ueda                 | Eiji Ina          | Minoru Taketazu     |
| 5    | 1989 | Shi Shaohua             | Yūkichi Watabe             | Jun Tsukida       | Masahide Satō       |
| 6    | 1990 | Graciela Iturbide       | Osamu Murai                | Tokihiro Satō     | Kazumi Kurigami     |
| 7    | 1991 | Jan Saudek              | Nobuyoshi Araki            | Takako Minoda     | Gen'ichirō Kakegawa |
| 8    | 1992 | Olivo Barbieri          | Jōji Hashiguchi            | Seiichi Furuya    | Masahisa Fukase     |
| 9    | 1993 | William Yang            | Yutaka Takanashi           | Kō Inose          | Takeo Shimizu       |
| 10   | 1994 | Michel Campeau          | Taku Aramasa               | Mitsuhiko Imamori | Hiromi Nagakura     |
| 11   | 1995 | Kim Su-nam              | Hiroshi Sugimoto           | Masato Seto       | Tsuneo Hayashida    |
| 12   | 1996 | Gundula Schulze el Dowy | Kikuji Kawada              | Taiji Matsue      | Ikuo Nakamura       |
| 13   | 1997 | Calum Colvin            | Kazuyoshi Machino          | Osamu Kanemura    | Ryōichi Satō        |
| 14   | 1998 | Anthony Hernandez       | Hiroshi Suga               | Takeshi Hosokawa  | Shōjun Tsuyama      |
| 15   | 1999 | Claudio Edinger         | Miyako Ishiuchi            | Miwa Yanagi       | Kunihiko Takada     |
| 16   | 2000 | Chema Madoz             | Naoya Hatakeyama           | Keiko Nomura      | Masakatsu Kubota    |
| 17   | 2001 | Andrejs Grants          | Eikoh Hosoe                | Onodera Yuki      | Kazuemon Hidano     |
| 18   | 2002 | Edwin Zwakman           | Yasumasa Morimura          | Kōji Onaka        | Kensuke Kazama      |
| 19   | 2003 | Guy Tillim              | Ryōichi Saitō              | Kimio Itozaki     | Ruiko Yoshida       |
| 20   | 2004 | Antoine d'Agata         | Yukio Nakagawa             | Akiko Tobu        | Eiichi Kurasawa     |
| 21   | 2005 | Kim Nyung-man           | Hotarō Koyama              | Kenji Kohiyama    | Ryōko Suzuki        |
| 22   | 2006 | Ketaki Seth             | Risaku Suzuki              | Emi Anrakuji      | Osamu Wataya        |
| 23   | 2007 | Manit Sriwanichpoom     | Kunie Sugiura              | Masako Imaoka     | Hiroyuki Yamada     |
| 24   | 2008 | Klaus Mitteldorf        | Asako Narahashi            | Tomoko Sawada     | Yūji Obata          |
| 25   | 2009 | Anne Ferran             | Toshio Shibata             | Naoki Ishikawa    | Keiji Tsuyuguchi    |

| Núm. | Año  | Fotógrafo extranjero      | Fotógrafo japonés | Fotógrafo promesa    | Premio especial    | Premio Hidano Kazuemon |
| ---- | ---- | ------------------------- | ----------------- | -------------------- | ------------------ | ---------------------- |
| 26   | 2010 | Chen Chin-pao             | Keizō Kitajima    | Osamu James Nakagawa | Hagiwara Yoshihiro | Ichirō Kojima          |
| 27   | 2011 | Peter Dressler            | Yuki Onodera      | Ken Kitano           | Minoru Okuda       | Shunji Dodo            |
| 28   | 2012 | Arif Aşçı                 | Taiji Matsue      | Lieko Shiga          | Makiko Ue          | Yoshikazu Minami       |
| 29   | 2013 | Minstrel Kuik Ching Chieh | Rinko Kawauchi    | Ari Hatsuzawa        | Takehiko Nakafuji  | Minoru Yamada          |
| 30   | 2014 | Jorma Puranen             | Rika Noguči       | Gentaró Išizuka      | Kódži Sakai        | Tazuko Masujama        |
| 31   | 2015 | Anne Noble                | Tokihiro Satō     | Maiko Haruki         | Kazutoši Jošimura  | Kikudžiró Fukušima     |
| 32   | 2016 | Óscar Muñoz               | Taiši Hirokawa    | Jóko Ikeda           | Michael Kenna      | Jošimi Ikemoto         |
| 33   | 2017 | Anna Orłowska             | Seiiči Motohaši   | Sakiko Nomura        | Acuši Okada        | Joširó Koseki          |
| 34   | 2018 | Marian Penner Bancroft    | Tokuko Ušioda     | Erika Jošino         | Eidži Óhaši        | Keisó Tomioka          |
| 35   | 2019 | Rosemary Laing            | Lieko Shiga       | Mari Katayama        | Atsushi Okuyama    | Junichi Ota            |
| 36   | 2020 | Gregory Maiofis           | Yuri Nagashima    | Sayaka Ueara         | Kentaro Takahashi  | Hiroh Kikai            |
| 37   | 2021 | Mo Yi                     | Masato Seto       | Ai Iwane             | Shiraishi Chieko   | Nakano Masataka        |
| 38   | 2022 | Hā Dao                    | Takano Ryūdai     | Sasaoka Keiko        | Elena Tutatchikova | Manabu Miyazaki        |